# Campionat d'escacs d'Itàlia
El Campionat d'escacs d'Itàlia és la competició que determina el campió estatal d'escacs d'Itàlia. La prova és organitzada anualment per la Federació Italiana d'Escacs (FSI), fundada el 1920. El primer campionat d'Itàlia es va celebrar el 1921 a Viareggio.
Anteriorment al 1921 (data de fundació de la federació) s'havia organitzat un Torneig Nacional que era, de facto, un campionat nacional, i que és considerat l'antecessor del campionat oficial actual.
El campionat italià és obert a qualsevol jugador. Des del 1999, però, el títol de campió italià és reservat al millor classificat amb ciutadania italiana. Entre els anys 1947 i 1952, no hi va haver desempats, i els títols foren assignats ex aequo.

## Quadre d'honor delTorneig Nacional(fins al 1920)
| Ciutat    | Any  | Campió                     |
| --------- | ---- | -------------------------- |
| Roma      | 1875 | Pietro Seni                |
| Livorno   | 1878 | Luigi Sprega               |
| Milà      | 1881 | Carlo Salvioli             |
| Venècia   | 1883 | Fermo Zannoni              |
| Roma      | 1886 | Fermo Zannoni              |
| Torí      | 1892 | Vittorio Torre             |
| Roma      | 1900 | Arturo Reggio              |
| Venècia   | 1901 | Arturo Reggio              |
| Florència | 1905 | Arturo Reggio              |
| Milà      | 1906 | Giovanni Martinolich       |
| Roma      | 1911 | Matteo Gladig              |
| Bolonya   | 1913 | Arturo Reggio              |
| Milà      | 1916 | Arturo Reggio              |
| Viareggio | 1920 | Stefano Rosselli del Turco |

## Quadre d'honor del Campionat d'Itàlia (a partir de 1921)
| #  | Any  | Citutat                   | Campió                                               |
| -- | ---- | ------------------------- | ---------------------------------------------------- |
| 1  | 1921 | Viareggio                 | Davide Marotti                                       |
| 2  | 1923 | Nàpols                    | Stefano Rosselli del Turco                           |
| 3  | 1929 | Florència                 | Mario Monticelli                                     |
| 4  | 1931 | Milà                      | Stefano Rosselli del Turco                           |
| 5  | 1934 | Milà                      | Mario Monticelli                                     |
| 6  | 1935 | Florència                 | Antonio Sacconi                                      |
| 7  | 1936 | Florència                 | Vincenzo Castaldi                                    |
| 8  | 1937 | Nàpols                    | Vincenzo Castaldi                                    |
| 9  | 1939 | Roma                      | Mario Monticelli                                     |
| 10 | 1943 | Florència                 | Vincenzo Nestler                                     |
| 11 | 1947 | Roma                      | Vincenzo Castaldi Cherubino Staldi                   |
| 12 | 1948 | Florència                 | Vincenzo Castaldi                                    |
| 13 | 1950 | Sorrento                  | Giorgio Porreca                                      |
| 14 | 1951 | Venècia                   | Enrico Paoli                                         |
| 15 | 1952 | Ferrara                   | Vincenzo Castaldi Alberto Giustolisi Federico Norcia |
| 16 | 1953 | Florència                 | Vincenzo Castaldi                                    |
| 17 | 1954 | Trieste                   | Vincenzo Nestler                                     |
| 18 | 1956 | Rovigo                    | Giorgio Porreca                                      |
| 19 | 1957 | Reggio Emilia             | Enrico Paoli                                         |
| 20 | 1959 | Rímini                    | Vincenzo Castaldi                                    |
| 21 | 1960 | Perusa                    | Guido Cappello                                       |
| 22 | 1961 | San Benedetto del Tronto  | Alberto Giustolisi                                   |
| 23 | 1962 | Forte dei Marmi           | Stefano Tatai                                        |
| 24 | 1963 | Imperia                   | Ennio Contedini                                      |
| 25 | 1964 | Nàpols                    | Alberto Giustolisi                                   |
| 26 | 1965 | Florència                 | Stefano Tatai                                        |
| 27 | 1966 | Rovigo                    | Alberto Giustolisi                                   |
| 28 | 1967 | Savona                    | Stefano Tatai                                        |
| 29 | 1968 | Milà                      | Enrico Paoli                                         |
| 30 | 1969 | San Benedetto del Tronto  | Sergio Mariotti                                      |
| 31 | 1970 | Sottomarina               | Stefano Tatai                                        |
| 32 | 1971 | San Benedetto del Tronto  | Sergio Mariotti                                      |
| 33 | 1972 | Recoaro Terme             | Carlo Micheli                                        |
| 34 | 1973 | Sottomarina               | Carlo Micheli                                        |
| 35 | 1974 | Castelvecchio Pascoli     | Stefano Tatai                                        |
| 36 | 1975 | Pesaro                    | Béla Tóth                                            |
| 37 | 1976 | Castelvecchio Pascoli     | Béla Tóth                                            |
| 38 | 1977 | Castelvecchio Pascoli     | Stefano Tatai                                        |
| 39 | 1979 | Lido di Venècia           | Stefano Tatai                                        |
| 40 | 1981 | Agnano                    | Béla Tóth                                            |
| 41 | 1981 | Barcellona Pozzo di Gotto | Roberto Messa                                        |
| 42 | 1982 | Arco di Trento            | Béla Tóth                                            |
| 43 | 1983 | Arco di Trento            | Stefano Tatai                                        |
| 44 | 1985 | Arcidosso                 | Alvise Zichichi                                      |
| 45 | 1985 | Chianciano Terme          | Stefano Tatai                                        |
| 46 | 1986 | Cesenatico                | Fernando Braga                                       |
| 47 | 1987 | Chianciano Terme          | Mario Lanzani                                        |
| 48 | 1988 | Chianciano Terme          | Fernando Braga                                       |
| 49 | 1989 | Chianciano Terme          | Bruno Belotti                                        |
| 50 | 1990 | Chianciano Terme          | Stefano Tatai                                        |
| 51 | 1991 | Chianciano Terme          | Stefano Tatai                                        |
| 52 | 1992 | Reggio Emilia             | Michele Godena                                       |
| 53 | 1993 | Filettino                 | Michele Godena                                       |
| 54 | 1994 | Reggio Emilia             | Stefano Tatai                                        |
| 55 | 1995 | Verona                    | Michele Godena                                       |
| 56 | 1996 | Mantova                   | Bruno Belotti                                        |
| 57 | 1997 | Reggio Emilia             | Igor Efimov                                          |
| 58 | 1998 | Saint-Vincent             | Igor Efimov                                          |
| 59 | 1999 | Saint-Vincent             | Fabio Bellini                                        |
| 60 | 2000 | Saint-Vincent             | Ennio Arlandi                                        |
| 61 | 2001 | Montecatini Terme         | Bruno Belotti                                        |
| 62 | 2002 | Montecatini Terme         | Duilio Collutiis                                     |
| 63 | 2003 | Arvier                    | Spartaco Sarno                                       |
| 64 | 2004 | Montecatini Terme         | Fabio Bruno                                          |
| 65 | 2005 | Cremona                   | Michele Godena                                       |
| 66 | 2006 | Cremona                   | Michele Godena                                       |
| 67 | 2007 | Martina Franca            | Fabiano Caruana                                      |
| 68 | 2008 | Martina Franca            | Fabiano Caruana                                      |
| 69 | 2009 | Sarre                     | Lexy Ortega                                          |
| 70 | 2010 | Siena                     | Fabiano Caruana                                      |
| 71 | 2011 | Perusa                    | Fabiano Caruana                                      |
| 71 | 2012 | Torí                      | Alberto David                                        |
| 72 | 2013 | Roma                      | Danyyil Dvirnyy                                      |
| 73 | 2014 | Boscotrecase              | Axel Rombaldoni                                      |
| 74 | 2015 | Milà                      | Danyyil Dvirnyy                                      |
| 75 | 2016 | Roma                      | Alberto David                                        |
| 76 | 2017 | Cosenza                   | Luca Moroni                                          |
| 77 | 2018 | Salerno                   | Lorenzo Lodici                                       |
| 78 | 2019 | Padova                    | Alberto David                                        |
| 79 | 2020 | On line                   | Alessio Valsecchi                                    |
| 80 | 2021 | Chianciano Terme          | Pier Luigi Basso                                     |
| 81 | 2022 | Cagliari                  | Luca Moroni                                          |
| 82 | 2023 | Brescia                   | Luca Moroni                                          |

| #  | Any  | Campiona            |
| -- | ---- | ------------------- |
| 1  | 1938 | Clarice Benini      |
| 2  | 1939 | Clarice Benini      |
| 3  | 1973 | Rita Gramignani     |
| 4  | 1974 | Barbara Pernici     |
| 5  | 1975 | Rita Gramignani     |
| 6  | 1976 | Rita Gramignani     |
| 7  | 1977 | Barbara Pernici     |
| 8  | 1978 | Barbara Pernici     |
| 9  | 1979 | Barbara Pernici     |
| 10 | 1980 | Rita Gramignani     |
| 11 | 1981 | Barbara Pernici     |
| 12 | 1983 | Rita Gramignani     |
| 13 | 1985 | Gisela Facchini     |
| 14 | 1987 | Rita Gramignani     |
| 15 | 1988 | Ada Paizis          |
| 16 | 1989 | Rita Gramignani     |
| 17 | 1990 | Giuliana Fittante   |
| 18 | 1991 | Rita Gramignani     |
| 19 | 1992 | Rita Gramingani     |
| 20 | 1993 | Giusy Parrino       |
| 21 | 1994 | Alessandra Riegler  |
| 22 | 1995 | Alessandra Riegler  |
| 23 | 1996 | Alessandra Riegler  |
| 24 | 1997 | Veronika Goi        |
| 25 | 1998 | Alessandra Riegler  |
| 26 | 1999 | Sonia Sirletti      |
| 27 | 2000 | Giuliana Fittante   |
| 29 | 2002 | Laura Costantini    |
| 30 | 2003 | Maria de Rosa       |
| 31 | 2004 | Maria Santurbano    |
| 32 | 2005 | Eleonora Ambrosi    |
| 33 | 2006 | Roberta Brunello    |
| 34 | 2007 | Fiammetta Panella   |
| 35 | 2008 | Marina Brunello     |
| 36 | 2009 | Marianna Chierici   |
| 37 | 2010 | Maria de Rosa       |
| 38 | 2011 | Roberto Messina     |
| 39 | 2012 | Tea Gueci           |
| 40 | 2013 | Mariagrazia de Rosa |
| 41 | 2014 | Alessia Santeramo   |
| 42 | 2015 | Daniela Movileano   |
| 43 | 2016 | Daniela Movileano   |
| 44 | 2017 | Olga Zimina         |
| 45 | 2018 | Marina Brunello     |
| 46 | 2019 | Elena Sedina        |
| 47 | 2020 | Olga Zimina         |
| 48 | 2021 | Elena Sedina        |
| 49 | 2022 | Olga Zimina         |
| 50 | 2023 | Olga Zimina         |

## Més cops campions
- 12 títols : Stefano Tatai
- 7 títols : Vincenzo Castaldi (dels quals 2 ex aequo)
- 5 títols : Michele Godena, Arturo Reggio (tots T.N.)
- 4 títols : Alberto Giustolisi (1 ex aequo), Bela Toth, Fabiano Caruana
- 3 títols : Stefano Rosselli del Turco (dels quals 1 T.N.), Mario Monticelli, Enrico Paoli, Bruno Belotti
- 2 títols : Fermo Zannoni (T.N.), Vincenzo Nestler, Giorgio Porreca, Carlo Micheli, Sergio Mariotti, Fernando Braga, Igor Efimov, Danyyil Dvirnyy

Nota : la llista inclou també els vencedors del Torneig Nacional (T.N.)

## Campions italians d'escacs per correspondència
1. Mario Napolitano (1939-1941)
2. Mario Napolitano (1942-1947)
3. Domenico Postpischl (1949-1951)
4. Lucio del Vecchio (1951-1952)
5. Lucio del Vecchio (1952-1953)
6. Ferruccio Castiglioni (1953-1954)
7. Angelo Guisti (1953-1955)
8. Vincenzo Castaldi (1955-1956)
9. Giorgio Porreca (1956-1957)
10. Edoino Busetto (1957-1958)
11. Luciano Lilloni (1958-1959)
12. Luciano Lilloni (1959-1960)
13. Geremia Lodi (1960-1961)
14. Sergio Bianchi (1961-1962)
15. Dante Pasqua (1962-1963)
16. Florentino Palmiotto (1963-1964)
17. Roberto Primavera (1964-1965)
18. Giorgio Porreca (1965-1966)
19. Giorgio Porreca (1966-1968)
20. Giorgio Porreca (1968-1970)
21. Giorgio Porreca (1970-1971)
22. Giorgio Porreca (1971-1972)
23. Giorgio Porreca (1972-1973)
24. Claudio Cangiotti (1973-1974)
25. Giorgio Baiocchi (1974-1975)
26. Renato Adinolfi (1975-1976)
27. Fabio Finocchiaro (1976-1977)
28. Paolo Bassoli (1977-1978)
29. Fabio Finoccchiaro (1978-1979)
30. Mauro Berni (1979-1980)
31. Valerio Conti (1980-1981)
32. Mario Damele (1981-1983)
33. Maurizio Tirabassi (1983-1984)
34. Marco Venturino (1984-1986)
35. Maurizio Tirabassi (1986-1987)
36. Domenico Valeriani (1987-1988)
37. Giampiero David (1988-1989)
38. Samuelle Tullio Pizzuto (1989-1990)
39. Vittorio Piccardo (1990-1991)
40. Giampiero David (1991-1992)
41. Angelo Peluso (1992-1993)
42. Adolfo Sonzogno (1993-1994)
43. Alberto Colombo (1994-1995)
44. Michele Petrillo (1995-1996)
45. Giampetro Calzolari (1996-1997)
46. Giorgio Luigi Grasso (1997-1998)
47. Michele Petrillo (1998-1999)
48. Elio Vassia (1999-2000)
49. Giampetro Calzolari (2000-2001)
50. Gianfranco Massetti (2000-2002)
51. Enrico Borroni (2000-2002)
52. Stefano Moncher (2002-2004)
53. Riccardo Marini (2003-2006) [13]
54. Eros Riccio (2004-2006) [14]
55. Alberto Dosi (2005-2007) [15]
56. Francesco de Filippis (2006-2008) [16]
57. Eros Riccio (2007-2009) [17]
58. Mauro Petrolo (2008-2010) [18]
59. Mauro Petrolo (2099-2011) [19]
60. Mauro Petrolo (2010-2013) [20]
61. Eros Riccio (2011-2013) [21]
62. Gianluca Cremasco (2012-2013) [22]
63. Dino Secchi (2013-2014) [23]
64. Giorgio Baiocchi (2014-2015) [24]
65. Tiziano Mosconi (2015-2017) [25]
66. Tiziano Mosconi (2016-2017) [26]
67. Tiziano Mosconi (2017-2019) [27]
68. Gaetano Laghetti (2018-2020) [28]
69. Florian Gatterer (2019-2020) [29]
70. Florian Gatterer (2020-2022) [30]
71. Sandro Niecchi (2021-2022) [31]
72. Salvatore Giannetto (2022-2023) [32]
73. Massimiliano Massimini (2023-2024) [33]